# Ivar Ramstad
Ivar Ramstad (* 3. Februar 1924 in Inderøy; † 26. April 2009 ebd.) war ein norwegischer Diskuswerfer.
Bei den Olympischen Spielen 1948 wurde er Vierter mit 49,21 m.
Von 1947 bis 1949 wurde er dreimal in Folge Norwegischer Meister. Am 4. Juli 1948 stellte er in Oslo mit 52,32 m einen nationalen Rekord auf, der elf Jahre Bestand hatte.